# Nurmon Jymy (volley-ball féminin)
Nurmon Jymy est un club finlandais de volley-ball fondé en 1925 et basé à Nurmo, évoluant pour la saison 2019-2020 en LML.

## Effectifs

### Saison 2020-2021
| No                                                                                       | Nom                                                                                      | Date de naissance                                                                        | Taille                         | Poids                          | Poste                          |
| ---------------------------------------------------------------------------------------- | ---------------------------------------------------------------------------------------- | ---------------------------------------------------------------------------------------- | ------------------------------ | ------------------------------ | ------------------------------ |
| 2                                                                                        | Annina Antikainen                                                                        | 10 juin 1989                                                                             | 174                            | 59                             | Passeuse                       |
| 3                                                                                        | Mette-Maarit Aro                                                                         | 21 janvier 2004                                                                          | 172                            |                                | Réceptionneuse-attaquante      |
| 4                                                                                        | Hetafiia Lähde                                                                           | 13 décembre 2003                                                                         | 183                            |                                | Réceptionneuse-attaquante      |
| 5                                                                                        | Venla Raitala                                                                            | 8 octobre 1998                                                                           | 173                            |                                | Réceptionneuse-attaquante      |
| 6                                                                                        | Noora Rasinperä                                                                          | 10 septembre 2002                                                                        | 177                            |                                | Réceptionneuse-attaquante      |
| 7                                                                                        | Jessica Salminen                                                                         | 18 avril 2001                                                                            | 170                            |                                | Libero                         |
| 8                                                                                        | Katariina Salminen                                                                       | 9 juillet 1997                                                                           | 179                            |                                | Réceptionneuse-attaquante      |
| 9                                                                                        | Sara Niemi                                                                               | 25 septembre 1994                                                                        | 178                            |                                | Centrale                       |
| 10                                                                                       | Veera Honkanen                                                                           | 20 mars 2003                                                                             | 174                            | 60                             | Libero                         |
| 11                                                                                       | Ada Peura                                                                                | 11 mars 2003                                                                             | 182                            |                                | Centrale                       |
| 12                                                                                       | Salla Rinta-Tassi                                                                        | 10 mai 1997                                                                              | 174                            |                                | Passeuse                       |
| 13                                                                                       | Laura Penttilä                                                                           | 21 février 2002                                                                          | 161                            |                                | Libero                         |
| 14                                                                                       | Silja Arohonka                                                                           | 18 mai 2003                                                                              | 178                            |                                | Réceptionneuse-attaquante      |
| 15                                                                                       | Henni Rinta-Keturi                                                                       | 17 juin 2003                                                                             | 184                            |                                | Attaquante                     |
| 16                                                                                       | Rosamaria Salo                                                                           | 6 mars 2003                                                                              | 173                            |                                | Passeuse                       |
| ?                                                                                        | Riikka Valkonen                                                                          | 15 avril 1997                                                                            | 179                            | 65                             | Réceptionneuse-attaquante      |
|                                                                                          |                                                                                          |                                                                                          |                                |                                |                                |
| Encadrement technique                                                                    | Encadrement technique                                                                    |                                                                                          | Légende                        | Légende                        | Légende                        |
| Entraîneur : Kari Raatikainen                                                            | Entraîneur : Kari Raatikainen                                                            | Entraîneur : Kari Raatikainen                                                            | : Capitaine                    | : Capitaine                    | : Capitaine                    |
| Entraîneur(s) adjoint(s) : Jarkko Rinta-Keturi Entraîneur(s) adjoint(s) : Pekka Lahtinen | Entraîneur(s) adjoint(s) : Jarkko Rinta-Keturi Entraîneur(s) adjoint(s) : Pekka Lahtinen | Entraîneur(s) adjoint(s) : Jarkko Rinta-Keturi Entraîneur(s) adjoint(s) : Pekka Lahtinen | : Joueuse blessée actuellement | : Joueuse blessée actuellement | : Joueuse blessée actuellement |